# Paul Gyorgy
Paul Gyorgy, ursprünglich György, (* 7. April 1893 in Oradea (ungarisch Nagyvárad, deutsch Großwardein); † 1. März 1976 in Morristown (New Jersey)) war ein ungarisch-US-amerikanischer Kinderarzt und Ernährungswissenschaftler.

## Leben
Gyorgy, Sohn eines Siebenbürger Hausarztes, studierte in Berlin, München, Genf und Budapest Medizin. Er wurde 1915 in Budapest zum Doktor der Medizin promoviert und war ab 1920 Assistent bei Ernst Moro und ab 1926 Oberarzt an der Universitäts-Kinderklinik in Heidelberg. 1923 habilitierte er sich und wurde 1927 außerordentlicher Professor. Nach der Machtergreifung der Nationalsozialisten 1933 wurde er als Jude vertrieben (er kündigte wegen der politischen Lage mit Schreiben an die Universität im April) und ging mit Ehefrau und drei Kindern an die Universität Cambridge (Nutrition Laboratory). 1935 war er Gastprofessor an der Case Western Reserve University in Cleveland in Ohio (ab 1937 Associate Professor) und ab 1944 Associate Professor und 1946 Professor für Pädiatrie an der University of Pennsylvania School of Medicine. 1950 bis 1957 war er Chefarzt für Pädiatrie am Universitätskrankenhaus und 1957 bis 1963 am Philadelphia General Hospital. 1963 wurde er emeritiert.
1933 stellte er im Labor von Richard Kuhn in Heidelberg mit Theodor Wagner-Jauregg Vitamin B2 (Riboflavin) kristallin dar. 1931 entdeckte er Biotin (von ihm Vitamin H genannt, H für Haut wegen der typischen Hautläsionen bei Mangel) und 1934 Vitamin B6 (Pyridoxin). Dafür erhielt er 1975 die National Medal of Science.
Früh in seiner Karriere befasste er sich mit dem Zusammenhang von Infektionsabwehr (besonders gegen Staphylokokken) bei Babys und Stillen durch die Mutter. Die Darmflora (überwiegend der Lactobacillus Bifidobacterium bifidum) von von der Mutterbrust gestillten Babys und deren Rolle in der Ernährung (Faktoren in der Muttermilch, die das Bakterien-Wachstum fördern) faszinierte ihn später in seiner Karriere als Forschungsgegenstand, wobei er wieder mit Richard Kuhn zusammenarbeitete. Er untersuchte in Heidelberg die Ursachen von Rachitis (wobei er Kalzium-Mangel von Mangel an Phosphor unterschied) und Tetanie bei Neugeborenen. Er zählte zu den bedeutendsten Schülern des Heidelberger Pädiaters Ernst Moro. Später untersuchte er die Rolle der verschiedenen Bestandteile des Vitamin B Komplexes. Er befasste sich auch mit ernährungsbedingten Nieren- und Leberschäden. In den letzten 20 Jahren war er auch weltweit für gesunde Ernährung von Kindern aktiv, besonders in Südostasien, teilweise im Rahmen von WHO und UNICEF.
1954 erhielt er den Boden Award for Nutrition und 1968 den Howland Award der American Pediatric Society. 1958 wurde er Ehrendoktor in Heidelberg. Er war Mitglied der American Association for the Advancement of Science und Ehrenmitglied der deutschen pädiatrischen Gesellschaft und "Auswärtiges Wissenschaftliches Mitglied" der Max-Planck-Gesellschaft. 1975 erhielt er die National Medal of Science für Biologie.
Seine Hobbys waren klassische Musik (er war einer der Sponsoren des Bach-Festivals der Lehigh University), Malerei (er malte selbst) und Gärtnerei (in seinem Garten hatte er über 3000 Narzissen). Er war seit 1920 mit Margaret John verheiratet und hatte mit ihr drei Söhne. Sie unterstützte ihn auch am Anfang seiner Karriere im Labor.

## Schriften
- Lehrbuch der Kinderheilkunde, Springer Verlag 1933
- Herausgeber: Vitamin Methods, Academic Press, ab 1950
- Herausgeber mit William Henry Sebrell: The Vitamins, Academic Press, ab 1967